# Mondoñedo (parroquia)
Mondoñedo (llamada oficialmente Santiago de Mondoñedo) es una parroquia española del municipio de Mondoñedo, en la provincia de Lugo, Galicia.

## Otras denominaciones
La parroquia también es conocida por el nombre de Santiago de Afuera de Mondoñedo.

## Límites
Limita al norte con Viloalle y Vilamor; al sur con Argomoso y San Vicente dos Remedios; al este con Argomoso, Nosa Sra. do Carme de Mondoñedo y Vilamor y al oeste con Nosa Señora dos Remedios de Mondoñedo.

## Organización territorial
La parroquia está formada por dieciséis entidades de población, constando catorce de ellas en el nomenclátor del Instituto Nacional de Estadística español:

### Entidades de población
Entidades de población que forman parte de la parroquia:
- Barbeitas
- A Casavella
- Invernegas (As Invernegas)
- Maariz
- Paadín
- Pausalido
- Pedrido
- Reguengo (O Reguengo)
- San Pedro
- San Pelaio (San Paio)
- San Queitano
- Valiñadares
- Vigo
- Xestoso (O Xestoso)

### Despoblados
Despoblados que forman parte de la parroquia:
- Pacio (O Pacio)
- Vilar (O Vilar)

## Demografía
| Gráfica de evolución demográfica de Mondoñedo entre 2000 y 2020 |
|                                                                 |
| Datos según el nomenclátor publicado por el INE.                |